# Jeane Kirkpatrick

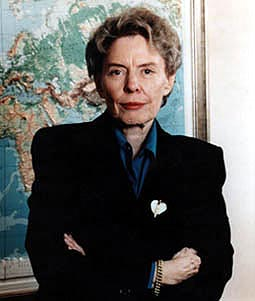
Jeane Kirkpatrick

Jeane Jordan Kirkpatrick (* 19. November 1926 in Duncan, Stephens County, Oklahoma; † 7. Dezember 2006 in Bethesda, Maryland) war eine US-amerikanische Politikwissenschaftlerin. Sie war von 1981 bis 1985 ein Kabinettsmitglied unter US-Präsident Ronald Reagan. Reagan schlug sie auch als Botschafterin bei der UNO vor. Dieses Amt übte sie ebenfalls von 1981 bis 1985 aus.

## Politische Einordnung
Kirkpatrick galt als strikt antikommunistische Konservative. Die nach ihr benannte Kirkpatrick-Doktrin befürwortete eine entschiedene Eindämmungspolitik gegen sozialistische und kommunistische Regierungen weltweit, selbst wenn dafür – wie vielfältig in der so genannten Dritten Welt, vor allem in Lateinamerika geschehen – rechtsgerichtete Militärdiktaturen (wie diejenige Alfredo Stroessners in Paraguay, Augusto Pinochets in Chile oder Jorge Rafael Videlas in Argentinien) in Kauf genommen und von den USA unterstützt werden. Zusammen mit William Bennett und Jack Kemp, gemeinsame Direktoren der Initiative Empower America, appellierte sie an den US-Kongress nach den Anschlägen am 11. September 2001, eine formelle Kriegserklärung gegen das „gesamte fundamentalistische islamische Terroristen-Netzwerk“ abzugeben.

## Berufliche Laufbahn und politische Entwicklung
Politisch aktiv wurde Jeane Kirkpatrick während ihres Studiums Mitte der 1940er Jahre zunächst in der Young People’s Socialist League, dem Jugendverband der Sozialistischen Partei Amerikas, in den frühen 1970er Jahren engagierte sie sich für die Demokraten. Unter anderem war sie als Wahlkämpferin für Hubert H. Humphrey – den Präsidentschaftskandidaten der Demokratischen Partei – tätig, nahm dann jedoch, wie auch durch Zeitschriften- und Zeitungsartikel belegt, eine zunehmend kritische Haltung zu den Positionen der Demokraten ein und lehnte insbesondere die Außenpolitik Jimmy Carters ab.
Beobachter vermuten, Kirkpatricks politische Wende habe auch mit einer Hinwendung zum Religiösen zu tun. So erklärte sie ihre Desillusioniertheit hinsichtlich internationaler Organisationen, besonders der UN, mit der Einlassung, die beinahe einem politischen Credo gleichkommt:

„Als ich das Verhalten der Nationen der UN – die unsere eingeschlossen – beobachtete, fand ich keinen vernünftigen Grund zu erwarten, dass irgendeine dieser Regierungen [jemals] ihre eigenen nationalen Interessen zugunsten eines anderen Landes dauerhaft überwindet … – Ich schließe daraus, dass es ein grundsätzlicher Fehler ist zu denken, dass das Heil, Gerechtigkeit oder Tugend nur aus menschlichen Einrichtungen entstünden … – Demokratie braucht nicht nur Gleichheit, sondern auch die unerschütterliche Überzeugung vom Wert einer jeden Person, die dann gleich ist. Interkulturelle Erfahrungen lehren uns nicht einfach, dass die Leute einen unterschiedlichen Glauben haben, sondern dass sie Sinn suchen und sich in gewissem Sinn als Mitglieder eines von Gott beherrschten Kosmos verstehen.“

Oder in einer Aussage, die ihren weltanschaulichen und politischen Skeptizismus zusammenfassend zum Ausdruck bringt: „History is a better guide than good intentions“ (‚Geschichte ist ein besserer Leitfaden als gute Absichten‘).
Bevor sie von Ronald Reagan zur US-Botschafterin bei den Vereinten Nationen berufen wurde, war sie dessen außenpolitische Beraterin während des Präsidentschaftswahlkampfes 1980.
Nachdem Soldaten der Militärjunta in El Salvador im Jahr 1980 vier US-amerikanische Nonnen entführt, vergewaltigt und ermordet hatten, sagte Kirkpatrick in einem Interview mit der Tampa Tribune, dass die Opfer sich dies selbst zuzuschreiben hätten:
„Diese Nonnen waren nicht nur Nonnen, sie waren politische Aktivisten. Wir sollten das etwas deutlicher sagen, als wir es tatsächlich tun. Sie waren politische Aktivisten für die Frente [die FMLN], und jemand, der Gewalt anwendet, um sich der Frente entgegenzustellen, hat sie getötet.“
Nach einigen Querelen wegen teilweise schwerwiegender Beschuldigungen (Bestechlichkeit, Beteiligung an der Fälschung von Bändern, die die sowjetische Alleinschuld am Abschuss eines südkoreanischen Verkehrsflugzeuges vor der Insel Sachalin 1983 belegen sollten) ging die erst 1985 der Republikanischen Partei beigetretene Kirkpatrick nach Georgetown (Washington, D.C.) zurück, um dort an jener Universität zu lehren, an der sie seit 1967 war und seit 1973 eine Professur innehatte. Nach ihrem Ausscheiden aus der Reagan-Regierung erhielt sie die Presidential Medal of Freedom. Zu dieser Zeit wurde sie auch fellow am American Enterprise Institute, einer einflussreichen neokonservativen Denkfabrik (think tank). Dort zählte man sie zu den prominentesten Hardlinern.
Zwischen 1985 und 1998 schrieb sie unter anderem für die Los Angeles Times eine wöchentliche Kolumne. Sie war Ausschussmitglied der pro-israelischen Lobbyorganisation UN Watch. Gestützt auf ein Gutachten des Center for Media and Public Affairs beschuldigte sie 1988 die New York Times, gegen Israel voreingenommen zu sein. Der Autor Robert Fisk bezeichnete dies als „Unsinn“, es habe sich um normale Berichterstattung gehandelt.

## In der Kultur
- Sie wurde für den Dokumentarfilm Die andere Seite der Medaille – Die Falklands (1987) interviewt, der sich mit dem Falklandkrieg befasst.
- Im BBC-Film  The Falklands Play (2002), der sich mit dem Falklandkrieg befasst, wurde sie von Lorelei King dargestellt.